# Cameroneta longiradix
Cameroneta longiradix là một loài nhện trong họ Linyphiidae.
Loài này thuộc chi Cameroneta. Cameroneta longiradix được Robert Bosmans & Rudy Jocqué miêu tả năm 1983.